# Agence météorologique du Japon
Pour les articles homonymes, voir JMA.
L'Agence météorologique du Japon (気象庁, Kishōchō, également nommée en anglais Japan Meteorological Agency et abrégé en JMA) est une agence spécialisée dans la météorologie localisée au Japon. En plus de relever les données terrestres et maritimes du temps, elle lance et exploite des satellites météorologiques, ainsi que de la détection des séismes dans la région de l'océan Pacifique ouest en utilisant l'échelle de Shindo d'intensité sismique de 0 à 7, basée sur l'amplitude des accélérations mesurées.

## Histoire

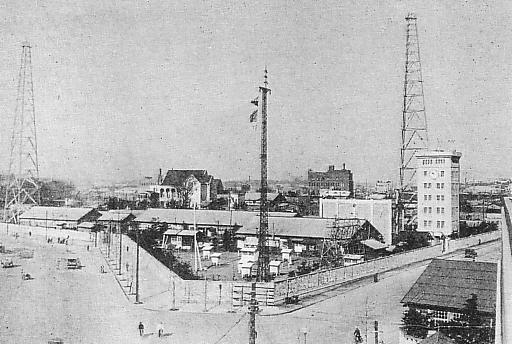
Observatoire météorologique central vers 1930 dans le quartier de Kōjimachi.

L'agence météorologique du Japon est née en 1875 sous le nom de l’Observatoire météorologique de Tōkyō, sous la direction du ministère de l'Intérieur. Cet ancêtre n'était qu'une station d'observation mais un réseau de stations s'y sont greffés graduellement et en 1883, les premières cartes de pression de la région furent transmises. L'année suivante, la première prévision météorologique nationale fut émise, utilisant les techniques développées par les services météorologiques européens et nord-américains naissants. L'observatoire commença également son rôle de prise des données sismiques en 1884.
L'organisme changea de nom en 1887 pour devenir l’Observatoire central météorologique (OCM) et fut transféré au Ministère de l'Éducation en 1895. Les observations marines et océanographiques commencèrent en 1921, un pas important pour une nation à vocation maritime. En 1922, l'école de météorologie ouvrit ses portes afin de former le personnel du service. En 1930, les services à l'aviation furent inaugurés et en 1938, les radiosondages commencèrent pour répondre à ses besoins. Nul doute que l'OCM joua un grand rôle durant la Seconde Guerre mondiale. Il fut mis sous l'autorité du Ministère des Transports et Télécommunications en 1943 puis sous celui des Transports en 1945.

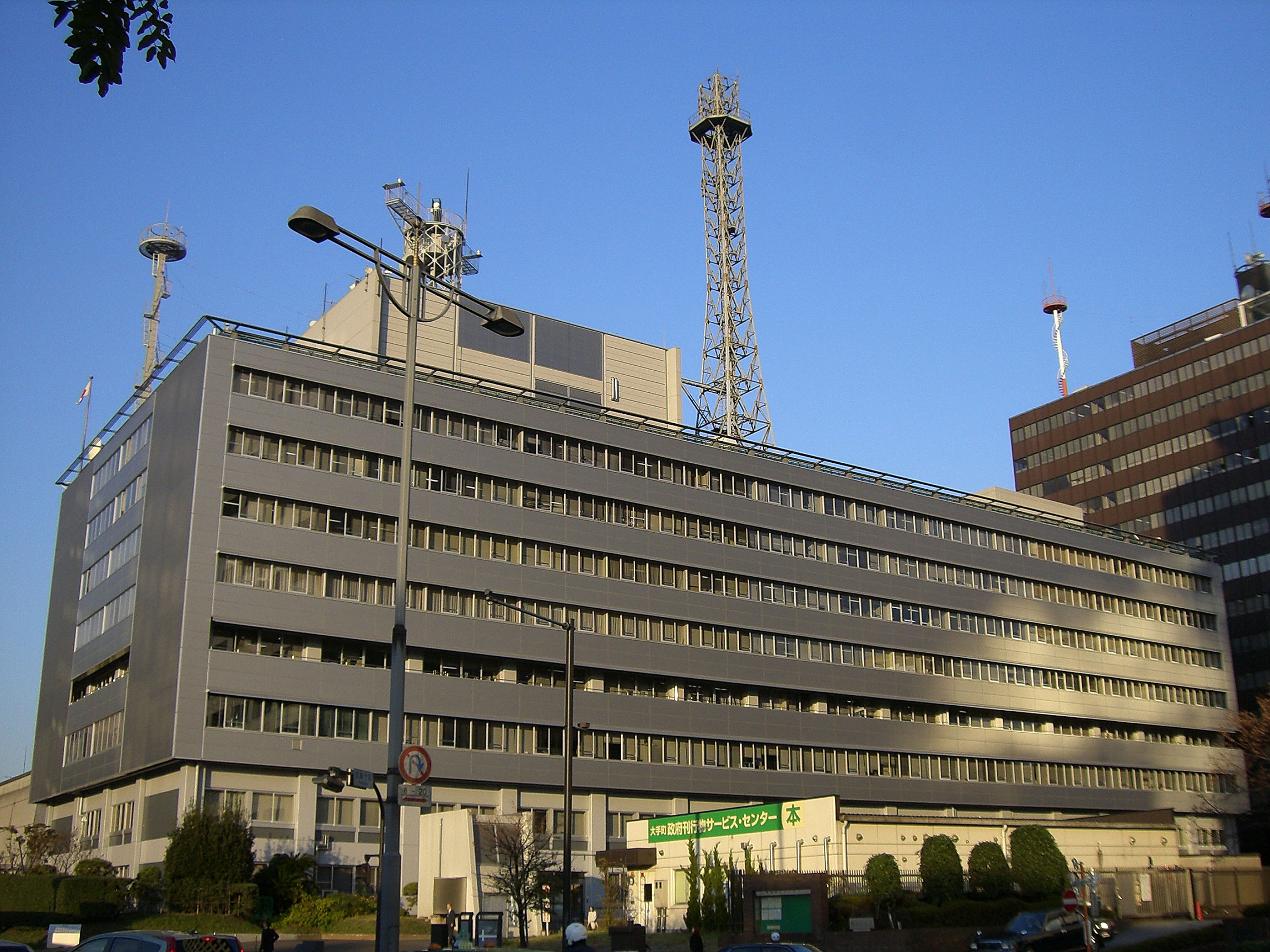
Siège de l'agence météorologique du Japon de 1964 à 2020 à Chiyoda (Tōkyō).

Après la guerre, l'OCM joignit l'Organisation météorologique mondiale en 1953 et devint le JMA en 1956 comme un service autonome du Ministère des Transports. Les développements technologiques ont suivi : premier radar météorologique implanté au Japon en 1954, prévision numérique du temps commencée en 1959, lancement du premier satellite météorologique géostationnaire japonais en 1977, le GMS (Geostationary Meteorological Satellite), etc.  Il est devenu le 6 janvier 2001 une agence du ministère du Territoire, des Infrastructures, des Transports et du Tourisme lors d'une réforme du gouvernement japonais.
En 2013, il est décidé de déplacer le siège social dans le quartier des affaires de Toranomon, Minato, et le nouveau quartier général est officiellement ouvert le 24 novembre 2020,.

## Organisation

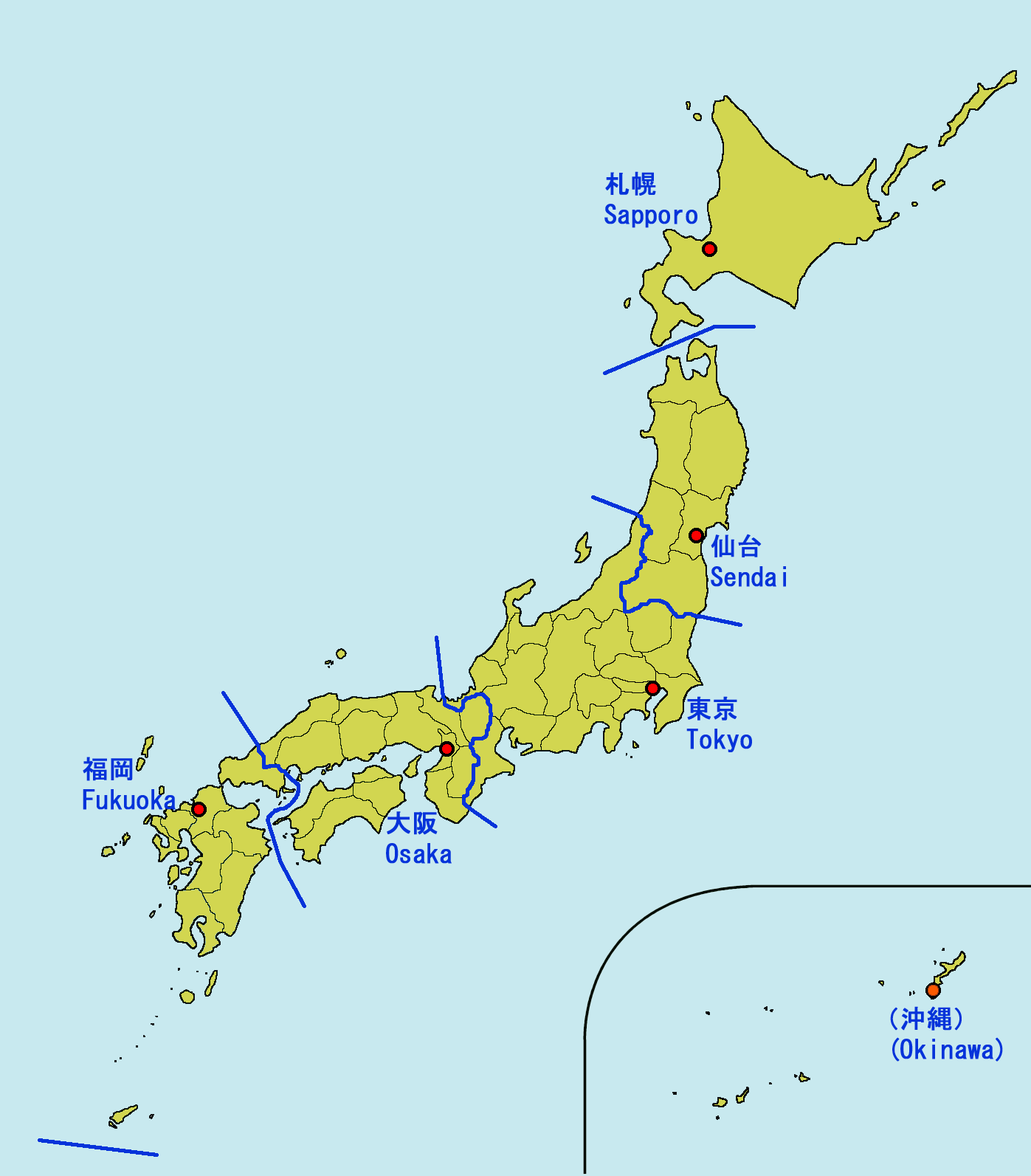
Les districts météorologiques du JMA et chacun des centres régionaux.

Son quartier général est à Tōkyō et compte six centres régionaux de prévision météorologique, 4 centres de prévision à l'aviation avec 5 stations météorologiques et 16 succursales d'aéroport, 50 centres locaux de services de présentations et de prise de données ainsi que des centres de recherches. Les sièges régionaux sont à de Sapporo, Sendai, Tokyo, Osaka, Fukuoka et Okinawa. Le JMA est également responsable d'un centre d'alertes météorologiques pour les cyclones tropicaux du Pacifique nord-ouest dans le cadre des centres météorologiques régionaux spécialisés de l'OMM. À ce titre, il est également responsable de la prévision du déplacement des cendres volcaniques et autres polluants, de la distribution des données et de modèles de méso-échelle.

### Centres spécialisés
L’Institut de recherche météorologique (IRM) compte neuf départements de recherche couvrant le développement de la prévision météorologique, de l'étude du climat, des typhons, de la météorologie physique et des systèmes d'observation, ainsi que d'autres domaines liés aux sciences de la Terre tels que la sismologie, la volcanologie, l'océanographie et la géochimie.
Le Centre de satellites météorologiques (MSC) exploite la série Himawari de satellites météorologiques géostationnaires depuis 1978 pour effectuer des opérations d'observation de la Terre et de télécommunications connexes. Le Centre est également chargé de dériver les produits opérationnels des satellites et d'autres satellites en orbite polaire tels que les engins spatiaux de la série NOAA des États-Unis.
L’Observatoire aérologique effectue une observation complète de la haute atmosphère à l'aide de ballons captifs, de radiosondes et d'autres instruments. Il observe également la couche d'ozone et le rayonnement solaire, y compris le type d'ultraviolets nocifs. L'Observatoire fonctionne comme un centre technique pour les études sur la haute atmosphère et pour le développement et l'amélioration des technologies liées à l'observation en altitude.
L'observatoire magnétique de Kakioka fournit des données géomagnétiques pour la surveillance de l'environnement solaire-terrestre et pour la prédiction des éruptions volcaniques. L'Observatoire participe au réseau mondial standard de géomagnétisme (INTERMAGNET) qui est membre du World Data System (WDS) établi par le Conseil international pour la science (ICSU).
Le College météorologique de l'agence donne une formation universitaire de quatre ans et divers en météorologie ainsi qu'en sciences fondamentales et en géophysique. Les diplômés du Collège sont engagés par le JMA. D'autres programmes de formation de courte durée sur les prévisions météorologiques, la sismologie/volcanologie et la météorologie marine, s'adressent au maintien et au développement des connaissances du personnel.